# کینگ لیل جی
الکس گونزالس (به انگلیسی: Alex Gonzalez)، معروف به کینگ لیل جی (به انگلیسی: King Lil G)، یک خواننده رپ آمریکایی با تبار مکزیکی از جنوب لس آنجلس است. وی بیشتر با تک آهنگ "پسر بی امید" در سال ۲۰۱۴ شناخته شده است. او آلبوم های King Enemy ، Ak47 Boyz ، 90's Kid و Paint The City Blue را منتشر کرد.